# 杉沢明人
杉沢 明人（すぎさわ あきひと、1967年7月20日 - ）は、北海道苫小牧市出身の元アイスホッケー選手である。ポジションはフォワード。170cm、64kg。ライトハンド。愛称は「スギ」。
元雪印のGK杉沢義人は実兄。

## 経歴
駒大苫小牧高から1986年に王子製紙に入社し、アイスホッケー部に所属。日本リーグ4連覇など王子黄金時代に活躍。
1998年の長野五輪では日本代表最初の得点を記録。正代表として9試合出場。
2000-2001年シーズンよりコーチ兼任となった。
2004年12月4日のゴールデンアムール戦で日本リーグ・アジアリーグ通算288得点目を記録し、本間貞樹のもつリーグ記録を更新した。
2004-05年シーズン後現役を引退、コーチ専任となった。
2006年退団。会社に残り苫小牧工場に勤務した。
2008年には国体成年北海道代表に選ばれた。